# 태산진
태산진(중국어: 泰山震)은 인류 역사상 최초로 기록된 지진이다. 현재의 중국 산둥성의 태산에서 일어난 지진으로 기록되고 있다. 하나라의 16대 군주인 발의 재위 17년경에 일어난 지진으로 서기로 따질 경우 기원전 2205년에서 1600년 사이에 일어난 것으로 추정된다. 죽서기년에서 간략하게 "태산에 지진이 일어났다"고 기록되어 있다. 현대 연구에서는 본 지진이 기원전 1831년에서 1731년 사이에 일어난 것으로 추정하고 있다.

## 같이 보기
- 천명